# Италианска гражданска война
Италианската гражданска война от 8 септември 1943 до 2 май 1945 година е гражданска война в Италия по време на Италианската кампания на Втората световна война.
Тя започва след Примирието от Касибиле, когато правителството на Италия започва да си сътрудничи със Съюзниците, а северна и централна Италия е окупирана от Германия, която създава там марионетната Италианска социална република. Освен военни части, лоялни към двете съперничещи си правителства, във войната се включва активно и Италианската съпротива. С напредването на съюзниците правителството установява контрол върху все по-голяма част от италианската територия, докато Италианската социална република е ликвидирана след германската Капитулация от Казерта.